# Serie 276 de Renfe
La serie 276 (7600 y 8600 según la antigua numeración de RENFE) es una serie de locomotoras eléctricas de Alstom aunque la mayor parte fueron fabricadas en España por varias empresas.

## Historia

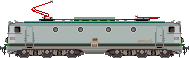

Al ser locomotoras con tecnología francesa fueron apodadas como las francesas. Se entregaron un total de 136 unidades entre los años 1956 y 1965. Es una serie derivada de las CC 7100 de la SNCF. Disponen de 3 motores por bogie, cada uno de los cuales tiene 3 ejes, los 6 motores ofrecen una potencia total de 2200 kW y una velocidad máxima de 110 km/h. Hubo una subserie 276.200 con 10 unidades reformadas. 
Las francesas constituyeron la serie de locomotoras eléctricas de segunda generación más numerosa, en la época en que también se adquirieron para las nuevas electrificaciones las series 7700 "Inglesas" y 7800 "Panchorgas". Pero las 276, tuvieron una atareada vida extendida por muchos kilómetros de líneas de RENFE, e incluso, prestaron servicios importantes y exclusivos como el remolque del único tren TEE Español con locomotoras especialmente decoradas.

## Servicio actual
En la actualidad no se encuentra operativa ninguna locomotora.